# Gotta Be Somebody
Singles de Nickelback
Side of a Bullet
(2007) Something in Your Mouth
(2008)
Gotta Be Somebody est le vingt-unième single du groupe Nickelback et le premier de l'album Dark Horse sorti en 2008.

## Liste des chansons
| 1.   | Gotta Be Somebody | 4:13 |
| 4:13 |                   |      |

## Classements hebdomadaires
| Classement (2008-2009)                 | Meilleure position |
| -------------------------------------- | ------------------ |
| Allemagne (Media Control AG)           | 6                  |
| Australie (ARIA)                       | 14                 |
| Autriche (Ö3 Austria Top 40)           | 10                 |
| Belgique (Flandre Ultratop 50 Singles) | 46                 |
| Canada (Hot 100)                       | 4                  |
| États-Unis (Hot 100)                   | 10                 |
| États-Unis (Adult Pop Songs)           | 1                  |
| États-Unis (Mainstream Rock)           | 9                  |
| États-Unis (Adult Contemporary)        | 18                 |
| Japon (Hot 100)                        | 36                 |
| Nouvelle-Zélande (RMNZ)                | 24                 |
| Pays-Bas (Single Top 100)              | 14                 |
| Royaume-Uni (UK Singles Chart)         | 20                 |
| Royaume-Uni (UK Rock Chart)            | 1                  |
| Suède (Sverigetopplistan)              | 6                  |
| Suisse (Schweizer Hitparade)           | 19                 |

## Certifications
| Pays              | Certification | Unités certifiées |
| ----------------- | ------------- | ----------------- |
| Australie (ARIA)  | Platine       | 70 000            |
| Royaume-Uni (BPI) | Argent        | 200 000           |